# Джордж Мургаус
Джордж Мургаус (англ. George Moorhouse, 4 травня 1901, Ліверпуль, Сполучене Королівство — 13 червня 1982, Нью-Йорк, США) — американський футболіст, що грав на позиції захисника, зокрема, за клуби «Нью-Йорк Джаєнтс» та «Нью-Йорк Американс», а також національну збірну США.

## Клубна кар'єра
У футболі дебютував 1921 року виступами за команду клубу «Транмер Роверз», в якій провів два сезони, взявши участь у 2 матчах чемпіонату. 
Згодом у 1923 році переїхав через океан і грав у складі команд «Монреаль» та «Бруклін Вондерерс».
Своєю грою за останню команду привернув увагу представників тренерського штабу клубу «Нью-Йорк Джаєнтс», до складу якого приєднався 1923 року. Відіграв за команду з Нью-Йорка наступні сім сезонів своєї ігрової кар'єри. Більшість часу, проведеного у складі «Джаєнтс», був основним гравцем захисту команди.
Протягом 1930—1931 років захищав кольори клубів «Нью-Йорк» та «Нью-Йорк Янкіс».
1931 року перейшов до клубу «Нью-Йорк Американс», за який відіграв 6 сезонів. Завершив професійну кар'єру футболіста виступами за команду «Нью-Йорк Американс» у 1937 році.
| Дата      | Місто          | Господарі | Результат | Гості           | Турнір               | Голи | Примітки |
| --------- | -------------- | --------- | --------- | --------------- | -------------------- | ---- | -------- |
| 6-11-1926 | Бруклін        | США       | 6 – 2     | Домініон Канада | товариський матч     | -    |          |
| 13-7-1930 | Монтевідео     | США       | 3 – 0     | Бельгія         | ЧС 1930 - 1-й етап   | -    |          |
| 17-7-1930 | Монтевідео     | США       | 3 – 0     | Парагвай        | ЧС 1930 - 1-й етап   | -    |          |
| 26-7-1930 | Монтевідео     | Аргентина | 6 – 1     | США             | ЧС 1930 - півфінал   | -    |          |
| 17-8-1930 | Ріо-де-Жанейро | Бразилія  | 4 – 3     | США             | товариський матч     | -    |          |
| 24-5-1934 | Рим            | США       | 4 – 2     | Мексика         | Відбір до ЧС 1934    | -    |          |
| 27-5-1934 | Рим            | Італія    | 7 – 1     | США             | ЧС 1934 - 1/8 фіналу | -    |          |
| Усього    |                | Матчів    | 7         |                 | Голів                | 0    |          |

Помер 13 червня 1982 року на 82-му році життя у місті Нью-Йорк.

## Титули і досягнення
- Бронзовий призер чемпіонату світу: 1930